# Paul Breitner
Paul Breitner (Kolbermoor, 5 de setembro de 1951) é um ex-futebolista alemão.
Atualmente, participa de campanhas publicitárias do Bayern Munique, clube onde consagrou-se, e é comentarista televisivo. Além do Bayern, Breitner celebrizou-se também no Real Madrid e na Seleção Alemã-Ocidental na década de 1970, tendo jogado duas finais de Copa do Mundo e marcado em ambas.

## Carreira

### Bayern de Munique
Breitner estreou pelo Bayern Munique em 1970. O Bayern era uma equipe de pequeno porte que vinha em ascensão desde 1965, com um elenco liderado pelo atacante Gerd Müller, o volante Franz Beckenbauer e o goleiro Sepp Maier - todos já com participações em Copas do Mundo quando ele chegou à equipe principal. Após um ano, em que conquistou a Copa da Alemanha, já se juntava a eles também na Seleção Alemã-Ocidental.
O lateral-esquerdo conquistaria a Bundesliga na temporada seguinte, solidificando sua posição na Seleção com ainda vinte anos. Um bi viria na posterior, em que participou também da primeira conquista do Bayern na Copa dos Campeões da UEFA, quando pela primeira vez um clube alemão venceu o mais importante torneio interclubes europeu. Após aquela mágica temporada, em que terminaria também campeão da Copa do Mundo de 1974, acabaria deixando o clube e a Seleção.

### Real Madrid
Contratado pelo Real Madrid, Breitner sairia da lateral, passando a jogar no meio-de-campo. Ele continuou sua conquista particular seguida nos campeonatoas nacionais, ganhando a Liga Espanhola em 1975 (quando venceu também a Copa do Rei) e 1976. Breitner afirma que a experiência no Real foi a melhor da carreira:
| “ | O Real Madrid era o único grande clube de futebol do mundo quando fui para lá, em 1974. O Real Madrid era de outro planeta. O Bayern acabou conquistando mais duas Copas Europeias, mas meus três anos na Espanha foram os mais belos e compensadores da minha vida. Saí da lateral-esquerda e fui para o meio, onde eu não havia mais jogado desde a minha juventude, e formei uma grande dupla com Günter Netzer | ” |

### Volta a Alemanha
Voltou à Alemanha Ocidental em 1977, pelo pequeno Eintracht Braunschweig, antes de voltar também ao Bayern, um ano depois. O seu antigo clube não conseguira vencer novamente a Bundes desde que ele saíra em 1974, e já não contava mais com Beckenbauer e Müller, que estavam no futebol estadunidense.
Em sua volta ao Bayern, quebrou o pequeno jejum da equipe, que voltou a vencer o campeonato nacional, seguido de um bi consecutivo - em ambas as temporadas, seria eleito o melhor jogador do país. Liderou uma equipe renovada, cujos astros agora eram Klaus Augenthaler, Dieter Hoeneß (irmão de Uli), Wolfgang Dremmler e, especialmente, Karl-Heinz Rummenigge. Por cause deste e de Breitner, o elenco daqueles tempos ficou conhecido como Breitnigge.
Breitner conquistou a Copa da Alemanha em 1982, o que seria seu último troféu. Semanas depois, teve a oportunidade de conquistar sua quarta Copa dos Campeões, mas o Bayern foi surpreendentemente derrotado pelo Aston Villa na final. Para Breitner, foi a derrota mais dolorida: "Perder a final da Copa Europeia em 1982 ainda dói. O Bayern dominou o Aston Villa. Nós tivemos entre 20 e 25 chances de gol, mas não conseguimos evitar o gol na única chance que eles tiveram".
Ele, ainda com 31 anos, aposentou-se ano seguinte, declarando que "jogar futebol é um prazer, mas estou cansado das coisas que acontecem fora de campo".

## Seleção
Com um início vitorioso no Bayern, logo chegou à Mannschaft, ganhando a Eurocopa 1972, o primeiro título da Alemanha Ocidental no torneio. Dois anos depois, ganharia em casa também a Copa do Mundo de 1974. O defensor marcou três vezes: na estreia, no 1 x 0 contra o Chile; na primeira partida da segunda fase de grupos, marcando o primeiro dos 2 x 0 sobre a Iugoslávia; e na final, marcando de pênalti o gol que empatava o jogo em 1 x 1 contra os favoritos Países Baixos. Curiosamente, ele afirma que o ato de marcar o gol apagou-se de sua memória, e que temia bem mais a Polônia, com quem os alemães decidiram a vaga na final, do que os neerlandeses.
Breitner chegara ao mundial credenciado pela mágica temporada do Bayern: campeão nacional e o primeiro clube alemão campeão da Copa dos Campeões. Não por acaso, os vermelhos forneceram seis dos onze jogadores que participaram da final da Copa pela Natiolalelf: além dele, de Müller, Beckenbauer e Maier, também Uli Hoeneß e Hans-Georg Schwarzenbeck. Entretanto, após o título mundial e ainda com 23 anos, ele se afastaria da Seleção e do Bayern, chamando o técnico Helmut Schön de "senil", o auxiliar-técnico Jupp Derwall de "idiota" e seus colegas de "burros".
Por causa disso, só seria novamente chamado em 1981, após o vexame do país no Mundialito de futebol de 1980, em que a Alemanha Ocidental, recém-bicampeã da Eurocopa, terminou a competição com duas derrotas em dois jogos. O pedido foi feito pessoalmente por Derwall, agora técnico. Breitner foi o líder da renovada equipe na Copa do Mundo de 1982 e marcou, na decisão, seu quarto gol em Copas, diminuindo em vão o placar em 1 x 3 para a Itália. Ainda assim, o gol o colocou no seleto grupo de jogadores que marcaram em duas finais de Copa: antes dele, apenas Vavá e Pelé possuíam a marca; os três receberiam a companhia de Zinédine Zidane em 2006. Breitner declararia que estava consciente de que os alemães não tinham a menor chance contra a Itália na final; "sou realista - não vivo de sonhos - e sabia disso com certeza, assim como sabiam o técnico e os outros jogadores".

## Aposentadoria
Aposentou-se no ano seguinte, mas não fugiu das polêmicas; ele, que provocara mais uma na Copa por ter raspado sua característica barba para fazer um comercial de cosméticos, abalando a imagem de socialista declarado que tinha, não mediu consequências em outra: acusado em livro do goleiro Harald Schumacher de "se embriagar como um cossaco", Breitner respondeu não se defendendo, mas confirmando outra acusção de seu ex-colega de Seleção - a de que havia doping na própria Seleção e nos clubes alemães. Sobre o episódio da barba, ele diz que foi equivocadamente rotulado de maoista após, em conversa com jornalista sobre comunismo, União Soviética, China e França, mencionar que tinha um livro de Mao Zedong. "Quando as atrocidades tornaram-se conhecidas, eu não tive do que me arrepender porque nunca me declarei maoísta", disse.
Em 1998, após a Copa do Mundo da França, chegou a aceitar convite para substituir seu ex-colega Berti Vogts como técnico da Alemanha. Porém, o presidente da Federação não conseguiu que Breitner fosse aceito no conselho, acarretando na demissão do ex-jogador dezessete horas depois, sendo o técnico que menos tempo ficou no cargo - muitas vezes nem sendo considerado como. Sobre o ocorrido, ele declarou que talvez "seja sincero demais para ser técnico da seleção".

## Títulos
Seleção da Alemanha: 
- Copa do Mundo (1974);
- Eurocopa (1972)

Bayern de Munique: 
- Bundesliga (1972, 1973, 1974, 1980, 1981);
- Copa da Alemanha (1971, 1982);
- Liga dos Campeões da UEFA (1974)

Real Madrid: 
- Campeonato Espanhol (1975, 1976);
- Copa do Rei da Espanha (1975)

#### Individuais
- Bola de Ouro Dream Team: Melhor Lateral Esquerdo da História - Terceiro esquadrão